# Letonia en los Juegos Olímpicos de Los Ángeles 1932
Letonia estuvo representada en los Juegos Olímpicos de Los Ángeles 1932 por un total de 5 deportistas que compitieron en 2 deportes.  

## Medallistas
El equipo olímpico letón obtuvo las siguientes medallas:
| Nombre       | Deporte   | Competición    |
| ------------ | --------- | -------------- |
| Oro          |           |                |
| —            |           |                |
| Plata        |           |                |
| Jānis Daliņš | Atletismo | 50 km marcha M |
| Bronce       |           |                |
| —            |           |                |